# Ranica (pismo)
Ranica (biał. "Раніца", (pol. "Poranek") – białoruskie kolaboracyjne pismo emigracyjne wydawane w Berlinie podczas II wojny światowej. Ukazywało się od jednego do czterech razy w miesiącu. Na początku 1943 r. jego nakład wynosił ok. 12 tys. egzemplarzy skierowanych do całego środowiska białoruskiego w niemieckiej strefie wpływów. Do marca 1945 r., kiedy pismo przestało wychodzić, zostały wydane co najmniej 233 jego numery. 

## Historia
Pismo zaczęło wychodzić w grudniu 1939 r. w stolicy III Rzeszy z inicjatywy Fabiana Akińczyca i Anatola Szkutki. Początkowo było skierowane do jeńców wojennych pochodzenia białoruskiego pochodzących z Wojska Polskiego, których kilkadziesiąt tysięcy przebywało w niemieckich obozach jenieckich po wrześniowej klęsce Polski.  
Pierwszym redaktorem głównym został Fabijan Akińczyc, przywódca proniemieckiej Białoruskiej Partii Narodowo-Socjalistycznej. Do publicystów pisma należeli m.in. Mikałaj Szkialonak, Witaut Tumasz, Mikoła Abramczyk, Stanisłau Hrynkiewicz, Anton Adamowicz, Stanisłau Stankiewicz. "Ranica" była ściśle kontrolowana przez niemieckie organy bezpieczeństwa, które dbały o bezwzględną lojalność białoruskich redaktorów wobec Rzeszy. Ze strony białoruskiej nadzorowało ją berlińskie Białoruskie Przedstawicielstwo. 

## Treść
W piśmie ukazywały się artykuły dotyczące wydarzeń politycznych i przebiegu działań wojennych (w duchu propagandy hitlerowskiej), przemówienia hitlerowskich dygnitarzy, artykuły dotyczące działalności różnych organizacji białoruskich, losu Białorusinów na okupowanej Białorusi, innych okupowanych krajach i samych Niemczech, a także dotyczące historii i kultury białoruskiej. Duża uwaga była zwrócona na sprawy literackie, były drukowane utwory i wiersze różnych pisarzy i poetów białoruskich, ze szczególnym uwzględnieniem młodych twórców, jak Łarysa Hienijusz, Janka Pałonny, czy Julian Siergiejewicz. 
Redakcja "Ranicy" w krótkim czasie zaczęła też publikować książki białoruskich autorów, a jedną z pierwszych była broszura M. Szkialonaka pt. "Экономічны нарыс Беларусі". W początkowym okresie pismo było finansowane przez władze III Rzeszy, lecz z biegiem czasu zaczęło wychodzić za własne fundusze. Paradoksem publicystów "Ranicy" było to, że konsekwentnie zwalczając totalitaryzm stalinowski, nie tylko solidaryzowali się, ale wręcz sławili totalitaryzm hitlerowski.